# 투지크족
투지크족(사리콜리어: Tujik), 타지커족(중국어: 塔吉克族, 병음: Tǎjíkè Zú) 또는 중국타지크족, 신장 타지크족은 중화인민공화국 신장 위구르 자치구에 거주하는 소수민족이다. 거의 대부분 사리콜리어를 쓰며, 와키어를 쓰는 와키족도 투지크족에 들어간다. 
사리콜리어를 쓰는 사람과 와히족은 파미르인의 일종이며, 파미르인은 타지키스탄에서는 타지크인으로 분류되나 아프가니스탄에서는 독립된 민족으로 분류된다. 타지키스탄의 사리콜리어 사용자는 1000~2000명 가량으로 이들과 중국에서 투지크족으로 분류하는 인구의 합은 5만 수천여명이다.